# Manuel Badenes
Manuel Badenes Calduch (Castellón de la Plana, España, 31 de octubre de 1928-Valencia, 26 de noviembre de 2007) fue un futbolista español que jugaba como delantero. Su primer equipo fue el C. D. Castellón y logró anotar un total de 139 goles en la Primera División de España.

## Trayectoria
Su debut en Primera División se produjo en el equipo de su ciudad natal, el C. D. Castellón, unos días antes de cumplir los dieciocho años. Esa temporada sólo disputó diez partidos, en los que anotó cuatro goles. Eso le bastó para que el F. C. Barcelona se fijara en él y lo incorporara a su plantilla. La experiencia en el club catalán no fue todo lo satisfactoria que el preveía ya que, a pesar de ganar dos títulos de Liga —1947-48 y 1948-49—, en sendas temporadas su participación fue testimonial, disputando en la última tan sólo un partido.
Por ello, en la campaña 1950-51 fichó por el Valencia C. F. con el cometido de suplir a Mundo, máximo goleador histórico del equipo ché. En este equipo se destacó como un certero goleador, anotando noventa goles en noventa y siete partidos. Gracias a ello, el Valencia consiguió un subcampeonato de Liga y conquistó la Copa del Generalísimo en 1954.
Tras una última temporada, en la que únicamente disputó once partidos en los que anotó diez goles, se marchó al Real Valladolid Deportivo. En sus dos temporadas en el equipo castellano volvió a mejorar sus números logrando dieciséis y diecinueve goles, respectivamente. Esta última cifra le permitió obtener el Trofeo Pichichi, otorgado al máximo goleador de la Liga española, compartido con Alfredo Di Stéfano del Real Madrid C. F. y Ricardo Alós del Valencia. Disputó su última campaña como profesional en el Real Sporting de Gijón, donde logró cuatro tantos en veintiún partidos.

## Clubes
| Club                      | País   | Año       |
| ------------------------- | ------ | --------- |
| C. D. Castellón           | España | 1946-1947 |
| F. C. Barcelona           | España | 1947-1949 |
| Real Zaragoza             | España | 1949-1950 |
| Valencia C. F.            | España | 1950-1956 |
| Real Valladolid Deportivo | España | 1956-1958 |
| Real Gijón                | España | 1958-1960 |
| C. D. Castellón           | España | 1960-1961 |

## Palmarés

### Campeonatos nacionales
| Título                | Club            | País   | Año  |
| --------------------- | --------------- | ------ | ---- |
| Liga española         | F. C. Barcelona | España | 1948 |
| Liga española         | F. C. Barcelona | España | 1949 |
| Copa del Generalísimo | Valencia C. F.  | España | 1954 |

### Distinciones individuales
| Distinción                | Año  |
| ------------------------- | ---- |
| Trofeo Patricio Arabolaza | 1957 |
| Trofeo Pichichi           | 1958 |